# Bouvreuil orangé
Pyrrhula aurantiaca
Espèce
Statut de conservation UICN

 LC  : Préoccupation mineure
Le Bouvreuil orangé (Pyrrhula aurantiaca) est une espèce de passereaux appartenant à la famille des Fringillidae. D'après Alan P. Peterson, c'est une espèce monotypique.

## Distribution
Cet oiseau peuple l'Ouest de l’Himalaya (Inde et Pakistan) : nord du Pakistan (Chitrâl, Palas Valley), Jammu (Gilgit), Astor, Cachemire, État indien de l'Himachal Pradesh (Chambâ, Shimla. Visiteur hivernal dans les collines de Murree dans le nord du Pakistan.

## Habitat
Le Bouvreuil orangé fréquente les forêts de conifères avec une préférence pour les petits sapins, les bois de bouleaux et les clairières riches en plantes herbacées, entre 2 700 et 3 300 mètres d'altitude, mais évite l’étage supérieur de la limite des arbres.

## Alimentation
Elle consiste en bourgeons et chatons du bouleau de l’Himalaya (Betula utilis), de saules (Salix) et d’autres arbres, en baies de différents arbustes et en graines de plantes herbacées, surtout d’armoise (Artemisia) et de sauge (Salvia).

## Mœurs
L’ensemble des données montre que le Bouvreuil orangé est grégaire, évoluant en petits groupes pour se nourrir, se toiletter et se reposer.

## Nidification
Très peu de nids ont été découverts. Les rares descriptions des anciens auteurs font état d’une coupe de rameaux et de radicelles, assemblés à de la mousse, des ramilles et des poils d’origine animale. Le nid est placé dans un arbrisseau ou sur une branche basse d’un plus grand arbre. La ponte se compose de trois ou quatre œufs blancs tachetés de brun rouge foncé surtout au gros pôle.

## Statut
L’ensemble des données tend à montrer que l’espèce n'est vraiment commune que localement seulement, notamment dans le Cachemire avec des zones de présence commune dans certaines vallées puis des secteurs d’absence totale. BirdLife International (2010) ne la considère pas comme globalement menacée.